# Tu cuca madre ataca de nuevo
Tu cuca madre ataca de nuevo es el segundo álbum de Cuca, este fue grabado en Surrey, Inglaterra, producido por Robin Black y salió a la venta en 1993.
El primer corte del disco fue Mujer cucaracha del que también salió un videoclip, pero los temas que más se hicieron notar fueron Acariciando, Alcohol y rocanrol y Todo con exceso.

## Lista de canciones
1. D.D.T.T.V (Cuca)
2. Mujer cucaracha (Cuca)
3. Joder (Cuca)
4. Todo con exceso (Cuca)
5. Manuela (Cuca)
6. Hombre de la marcha (Tus piernas) (Fors/Carlos Esege Sánchez)
7. Alcohol y rocanrol (Cuca)
8. Tu madre (Cuca)
9. Ay Juanito (Cuca)
10. Hambriento (Cuca)
11. Acariciando (Cuca)
12. Así (Cuca)
13. Nicanor

## Sencillos y videos
- «Mujer cucaracha»

## Créditos
- Voz - José Fors
- Guitarra - Galo Ochoa
- Batería - Nacho González
- Bajo - Carlos Avilez

- Datos: Q935792